# Hemskolan

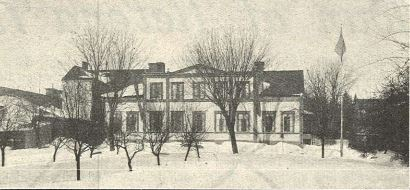
Uppsala Hemskola, 1917

Hemskolan var en skola på Odensgatan 16 i Uppsala, grundad 1917 på initiativ av Manfred Björkquist och Ida Norrby, i syfte att under ettåriga kurser utbilda tjänarinnor för att genom fackutbildning höja yrkets anseende och bilda en kårsammanslutning med stöd av ett så kallat moderhem efter mönster från diakonianstalterna. Senare blev utbildandet av hemsystrar Hemskolans huvuduppgift. Byggnaden ritades av arkitekten Theodor Kellgren

Skolan lades ned 1974.